# Le Pape, le Kid et l'Iroquois
Le Pape, le Kid et l'Iroquois (titre original : The Plot to Kill the Pope) est un roman policier fantastique, paru de manière anonyme en 2015. La particularité du roman, le sixième de la série Bourbon Kid, tient au fait qu'il soit un crossover entre les quatre premiers romans de la série Bourbon Kid et le cinquième, Psycho Killer. De fait, il met donc en scène deux anti-héros bien connus des lecteurs des précédents opus, tous deux tueurs en série : il s'agit d'un côté du Bourbon Kid tueur impitoyable ayant pactisé avec le diable. De l'autre, l'Iroquois, un tueur créé à la suite d'opérations secrètes, portant un masque jaune en forme de tête de mort et surmonté d'une crête rouge.

## Résumé
Quelques années après les évènements du Livre de la mort et un an après ceux de Psycho Killer, plusieurs individus sont impliqués dans un complot sans précédent. Tout commence au Purgatoire, un bar du Cimetière du Diable où les morts côtoient les vivants. La Dame Mystique, célèbre voyante de Santa Mondega, assassinée dans Le Livre sans nom, annonce que l'Iroquois va chercher à assassiner le pape. D'abord sceptique, Rodeo Rex accepte de faire équipe avec Elvis et le Bourbon Kid pour empêcher cet évènement de se produire.

## Éditions
- The Plot to Kill the Pope, Black Shadow Press, 2 juin 2016, 318 p.  (ISBN 978-0-9932577-3-5)
- Le Pape, le Kid et l'Iroquois, Sonatine, 9 septembre 2015, trad. Cindy Kapen, 458 p.  (ISBN 978-2-35584-384-6)
- Le Pape, le Kid et l'Iroquois, Le Livre de poche, coll. « Thriller » no 34274, 7 septembre 2016, trad. Cindy Kapen, 568 p.  (ISBN 978-2-253-08628-4)